# La Fin de l'Éternité
La Fin de l'Éternité (titre original : The End of Eternity) est un roman de science-fiction écrit par Isaac Asimov et publié en 1955. Baignée de mystère et de suspense, l'histoire s'inspire du thème du voyage dans le temps avec une organisation secrète qui cherche à rendre l'humanité meilleure.

## Thème du roman
L'« Éternité » est une organisation qui existe en dehors du temps. Elle se compose d'hommes appelés les « Éternels », recrutés dans différentes ères de l'histoire humaine commençant au XXVIIe siècle. Les Éternels peuvent se déplacer dans le temps et se rendre à un moment quelconque et en un lieu quelconque, pour agir dans le monde normal.
Ce sont des gardiens effectuant des actions ponctuelles dans le temps, selon les calculs de scientifiques, de mathématiciens et de probabilistes, avec l'objectif de modifier le cours de l'histoire de l'humanité pour en retirer les difficultés et les maux, comme les guerres, le tout sans que l'humanité en ait conscience.
Des similitudes avec le Cycle de Fondation se retrouvent dans l'existence d'une assemblée d'êtres humains chargés de veiller sur l'évolution de l'humanité.

## Résumé
Au XXIVe siècle, le mathématicien Vikkor Mallansohn découvre les formules du champ temporel permettant le voyage dans le temps ce qui amène ensuite au XXVIIe siècle la création d'une organisation appelée L'« Éternité » se situant hors du temps et s'étalant sur les centaines de millénaires séparant le XXVIIe siècle de la fin de la Terre (du fait du Soleil devenu nova), dans le but de diriger le destin de l'humanité sans que celle-ci en ait conscience (la facade "officielle" de l'organisation étant l'échange commercial entre les siècles).
Cette organisation comporte des calculateurs (qui définissent le changement minimal à apporter à la réalité pour atteindre l'objectif maximal voulu), des sociologues (pour estimer l'impact que le changement aura sur l'Humanité) et des techniciens (qui se propulsent dans la réalité pour exécuter l'action concrète de changement); tous œuvrent de concert pour guider l'Humanité selon leur conception du bonheur.
Toutefois ils se heurtent à un souci : les changements apportés s'atténuent au fil des siècles pour finalement disparaître et l'Histoire revient alors vers sa « ligne primitive » ce qui les amène à chaque fois à recommencer ce travail le long des millénaires qu'ils surveillent. De plus, une certaine zone temporelle s'étalant sur des centaines de siècles leur est interdite sans qu'ils sachent pourquoi. Ils supposent que l'Humanité qui occupe cette zone est au fait de leurs interventions et que c'est elle qui bloque l'accès pour qu'ils ne puissent pas modifier la réalité la concernant.
L'histoire se centre alors sur Andrew Harlan, obscur technicien, qui est un jour appelé par ses chefs pour prendre en charge un jeune homme et lui enseigner les formules mathématiques du champ temporel. Et au fil du temps, d'observations en réflexions, il se rend compte que les mathématiques du XXIVe siècle n'étaient pas assez poussées pour que Vikkor Mallansohn puisse trouver ses célèbres formules et que le jeune homme qu'il éduque est destiné à devenir Vikkor Mallansohn et à être propulsé au XXIVe siècle pour qu'il puisse "inventer" ces fameuses formules permettant ainsi la naissance de l'Éternité (boucle de causalité). De plus, guidé par Noÿs, une étrange jeune femme à la provenance mystérieuse, il se rend compte que ce « bonheur » imposé à l'Humanité en tout temps la prive parallèlement de toute volonté d'effort notamment en ce qui concerne l'essor spatial et qu'au moment où elle se décide enfin à partir vers les étoiles, celles-ci sont déjà occupées par des races extra-terrestres plus jeunes mais plus rapides. Et revenue sur sa Terre devenue prison, l'Humanité n'ayant plus d'objectif, se laissera dépérir et disparaître.
Andrew Harlan arrive alors devant un choix critique: laisser Vikkor Mallansohn « découvrir » ses formules temporelles et créer l'Éternité ou bien offrir à l'Humanité un autre destin...